# Proceso en cascada

Diagrama donde aparece una cascada de tres reactores de lecho fijo (y tres calentadores a fuego asociados con ellos).

En ingeniería química, recibe el nombre de proceso en cascada, o cascada, al proceso que consta de varias etapas de procesamiento similares, en las que la salida de una etapa alimenta a la siguiente. Las cascadas se emplean a menudo en procesos de separación o purificación como puede ser la separación de isótopos o la destilación.

## Proceso en cascada
Un proceso en cascada es cualquier proceso que se lleva a cabo en un número de pasos idénticos, por lo general debido a que el único paso es demasiado ineficaz para obtener el resultado deseado. Por ejemplo, en algunos procesos de enriquecimiento de uranio la separación del isótopo deseado en una etapa es muy pequeña. Para lograr la separación deseada el proceso tiene que repetirse un número de veces, en una serie, con la fracción enriquecida de una etapa que se alimenta a la etapa siguiente para un mayor enriquecimiento. Dependiendo de la cantidad a tratar y de la fracción a separar una etapa puede estar formada también por elementos iguales trabajando en paralelo. Y la siguiente etapa puede estar formada por un número diferente de elementos en paralelo.  
Otro ejemplo de proceso en cascada es en criogenia, donde se trabaja con cascadas de compresores para obtener temperaturas muy bajas sin tener que aumentar la presión en exceso, como sucedería en una etapa.

## Ejemplos
Para fijar ideas, si un alambique elimina el 99% de las impurezas del agua (deja el 0,01 de la cantidad original de impurezas), una cascada de tres alambiques dejará (1-0,99)3 = 0,000001 = 0,0001% de la cantidad de impurezas ( eliminado 99,9999%).
- Datos: Q5048094